# Escola de Quito

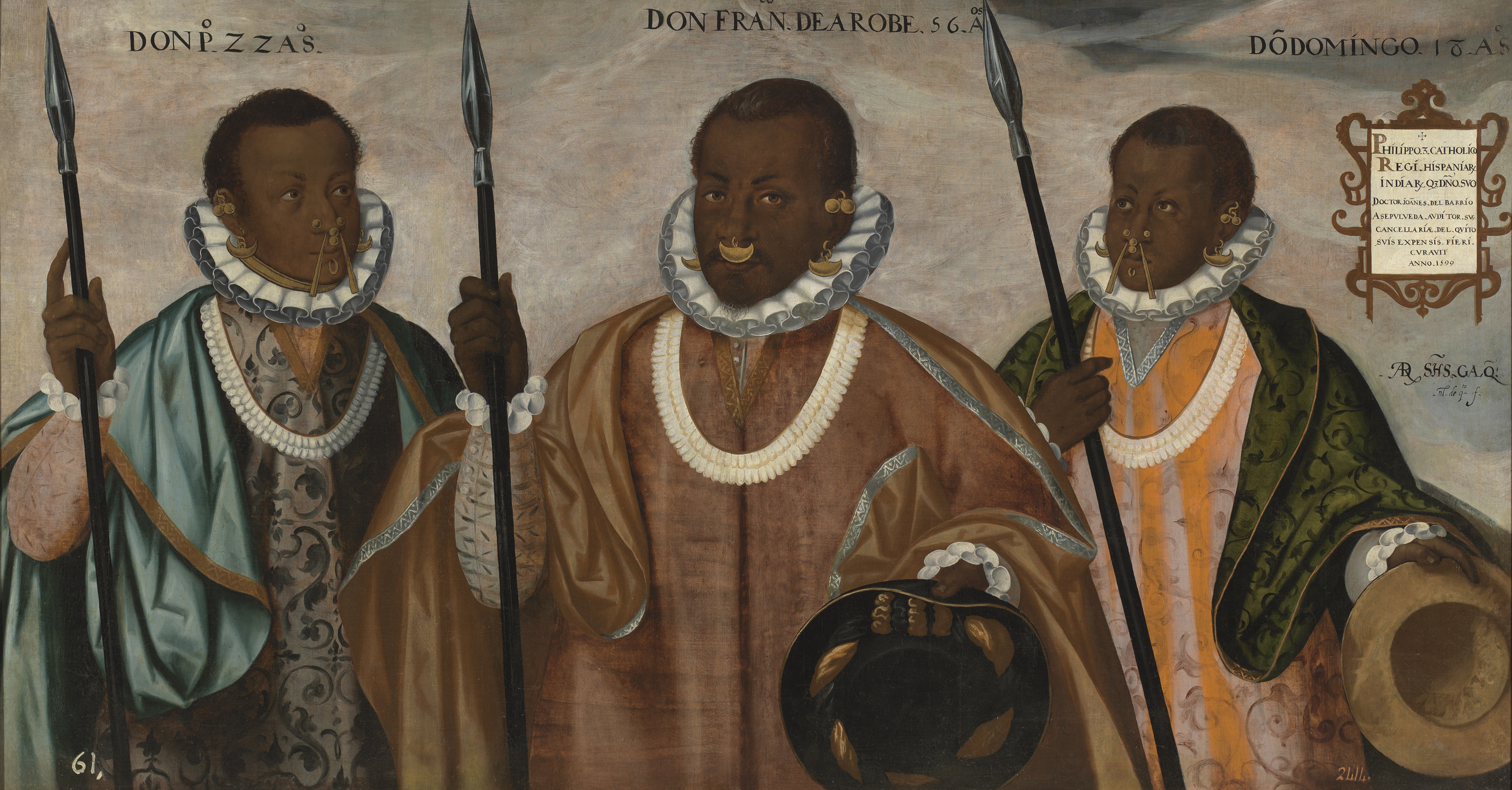
Els Negres de Esmeraldas. Andrés Sánchez de Gallque,

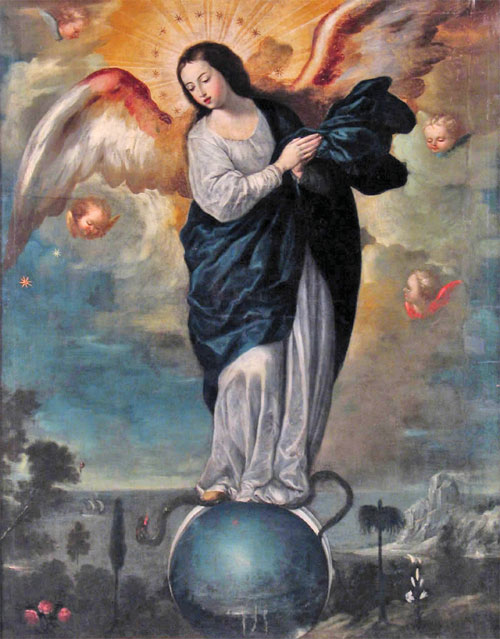
Verge alada. Miguel de Santiago,

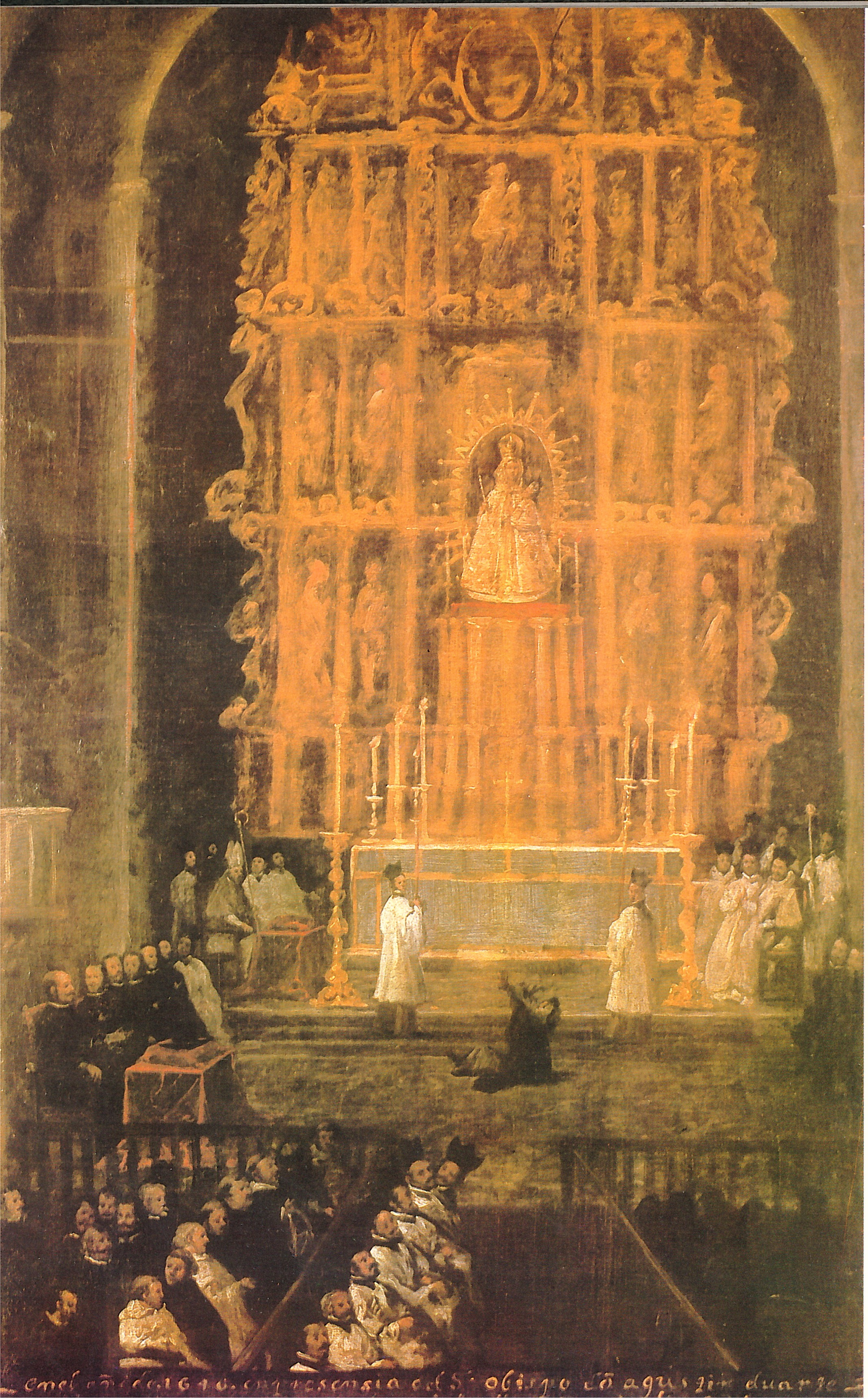
Espectacle d'índia exorcitzada en Guapulo. Miguel de Santiago, 1646

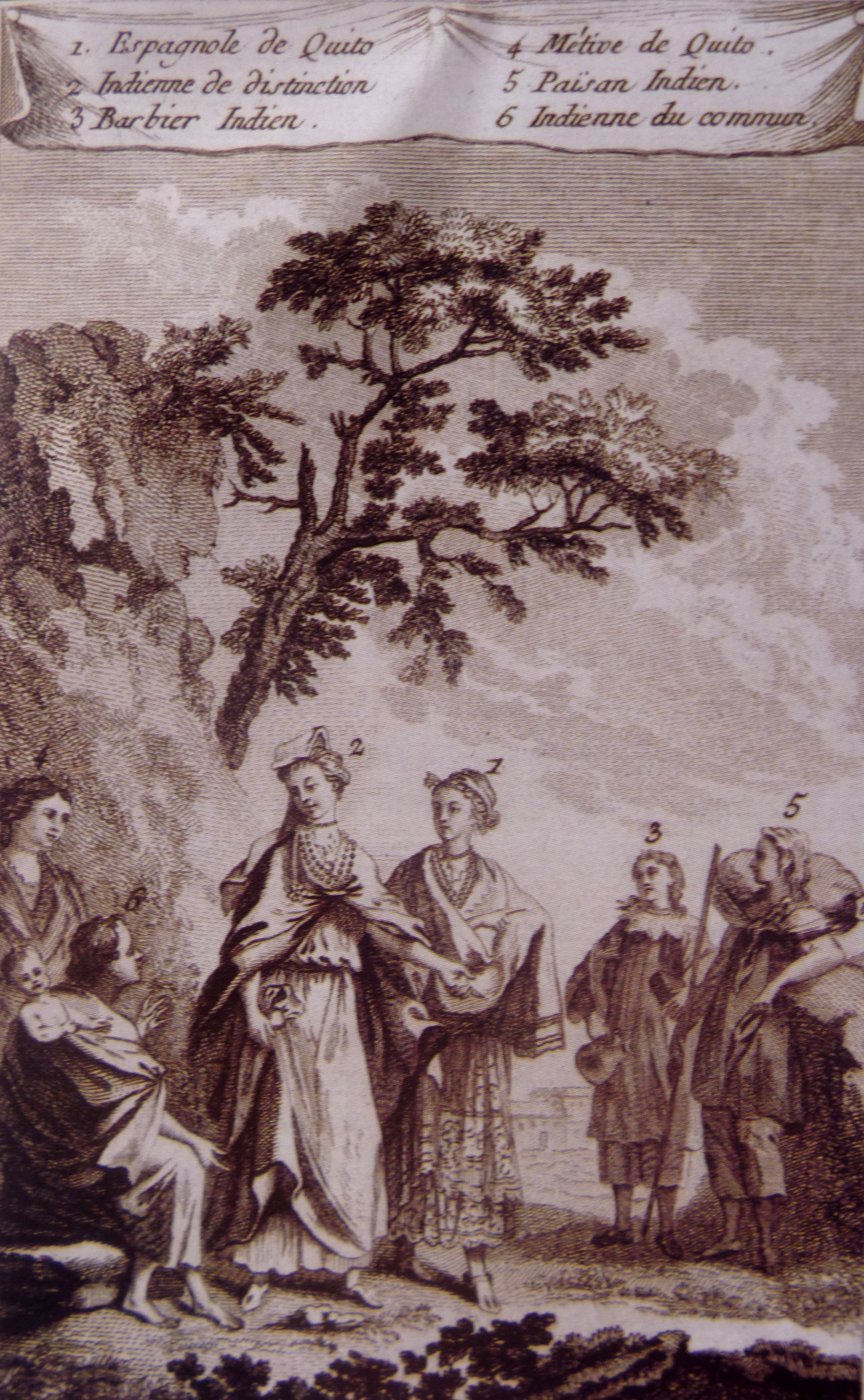
Dama principal de Quito i la seva cort. Anònim,

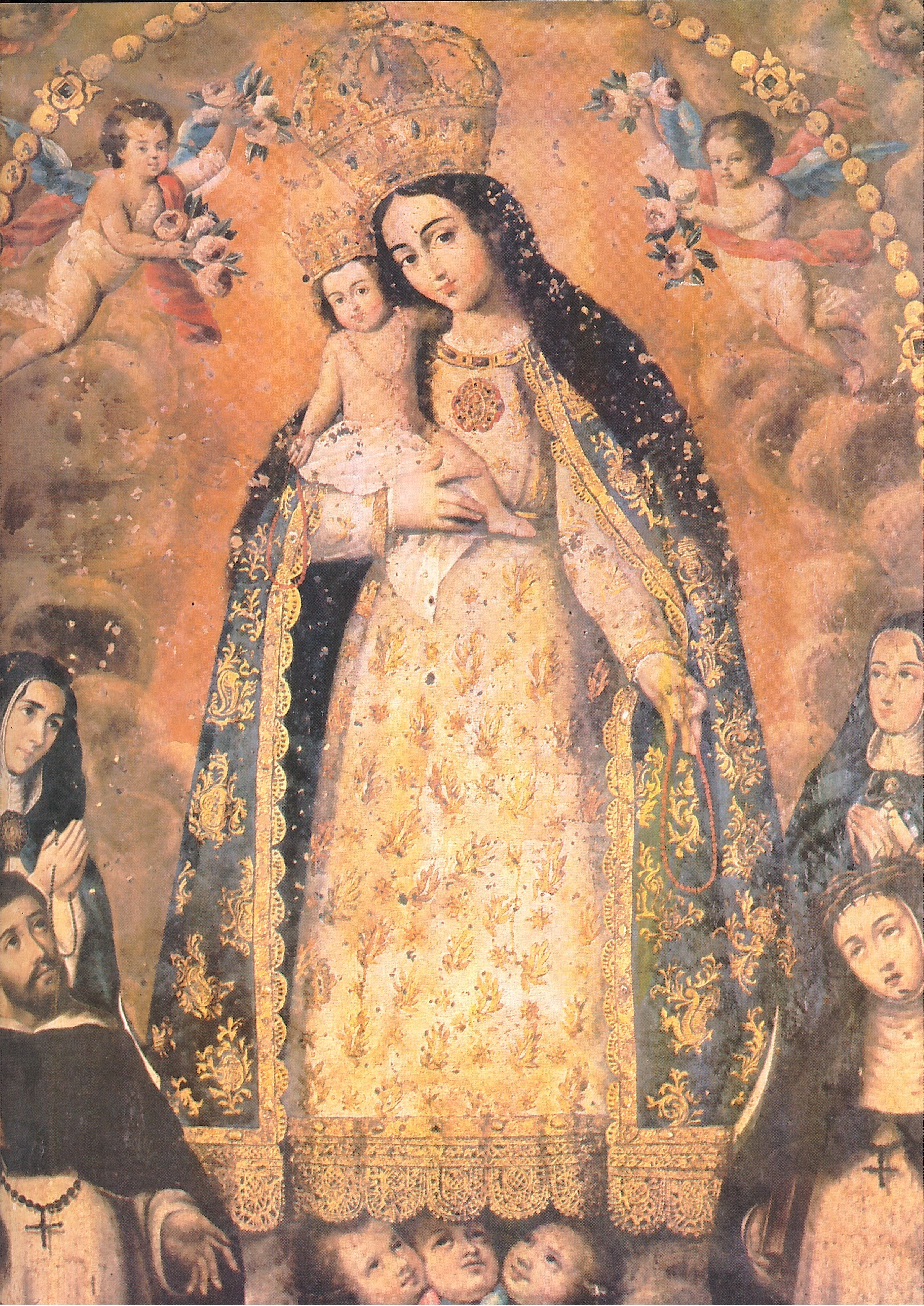
Verge del Rosari. Anònim,

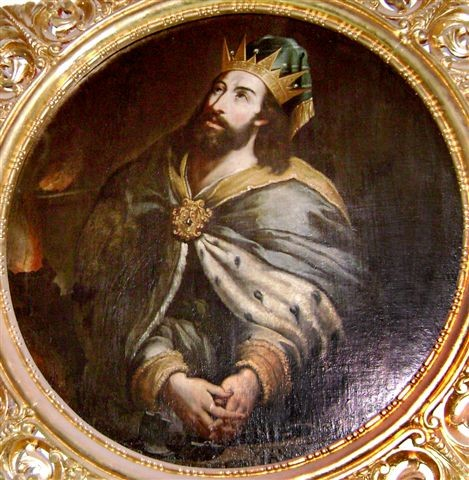
Rei Manassés. Nicolás Javier Goribar,

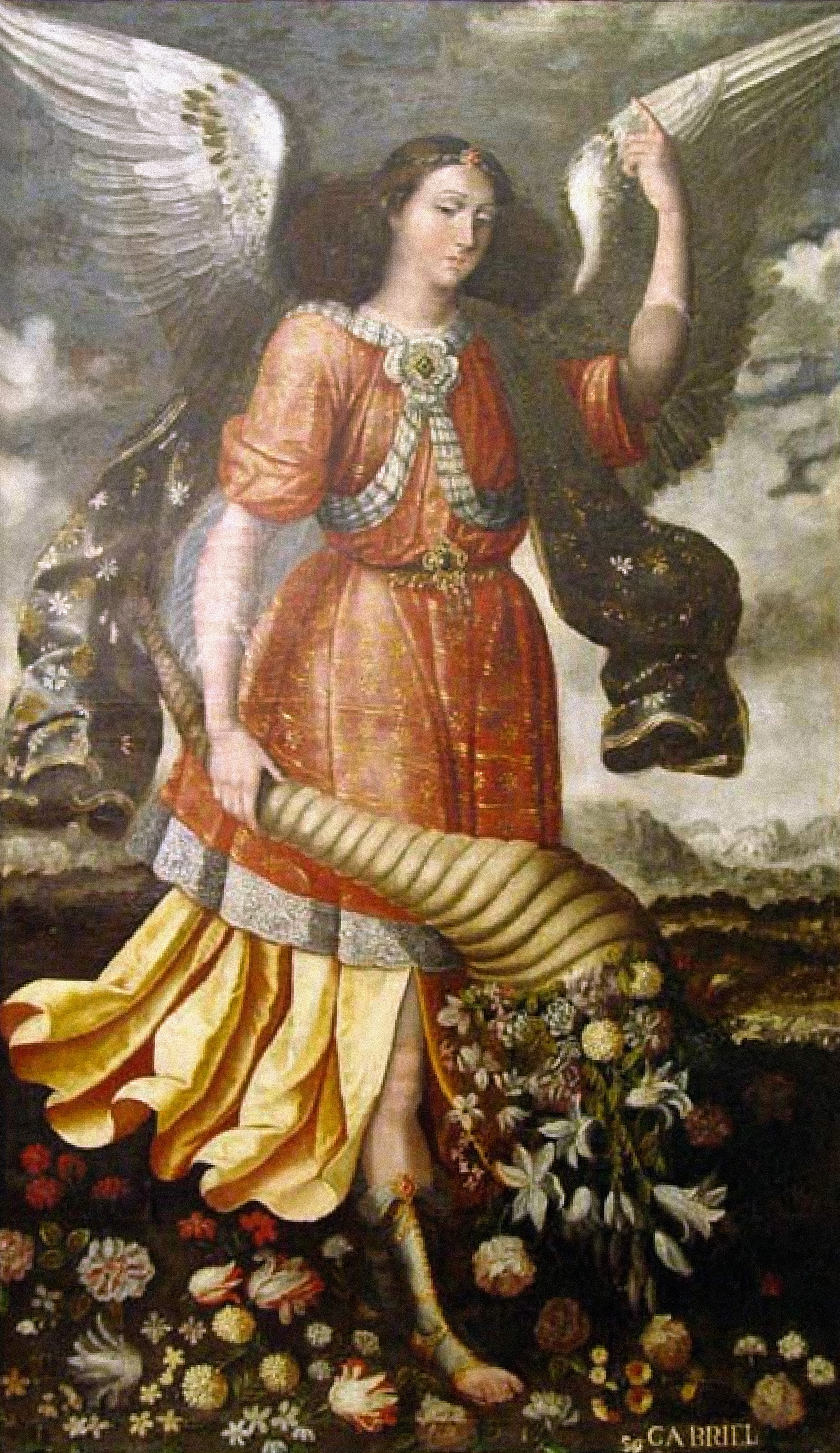
Arcangel Gabriel. Autor Isabel de Santiago,

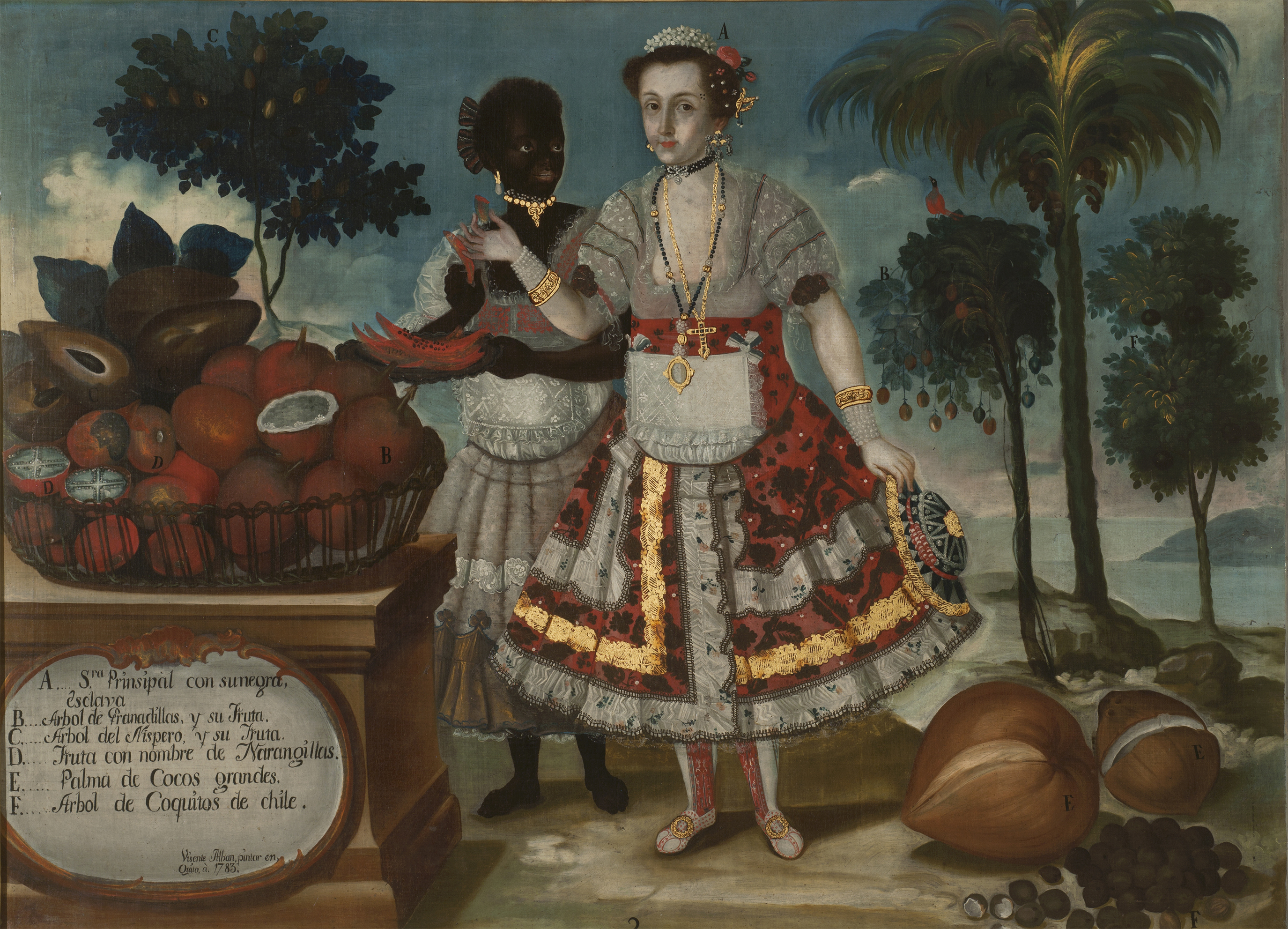
Retrat de senyora principal quiteña amb la seva esclava negra. Vicente Albán,

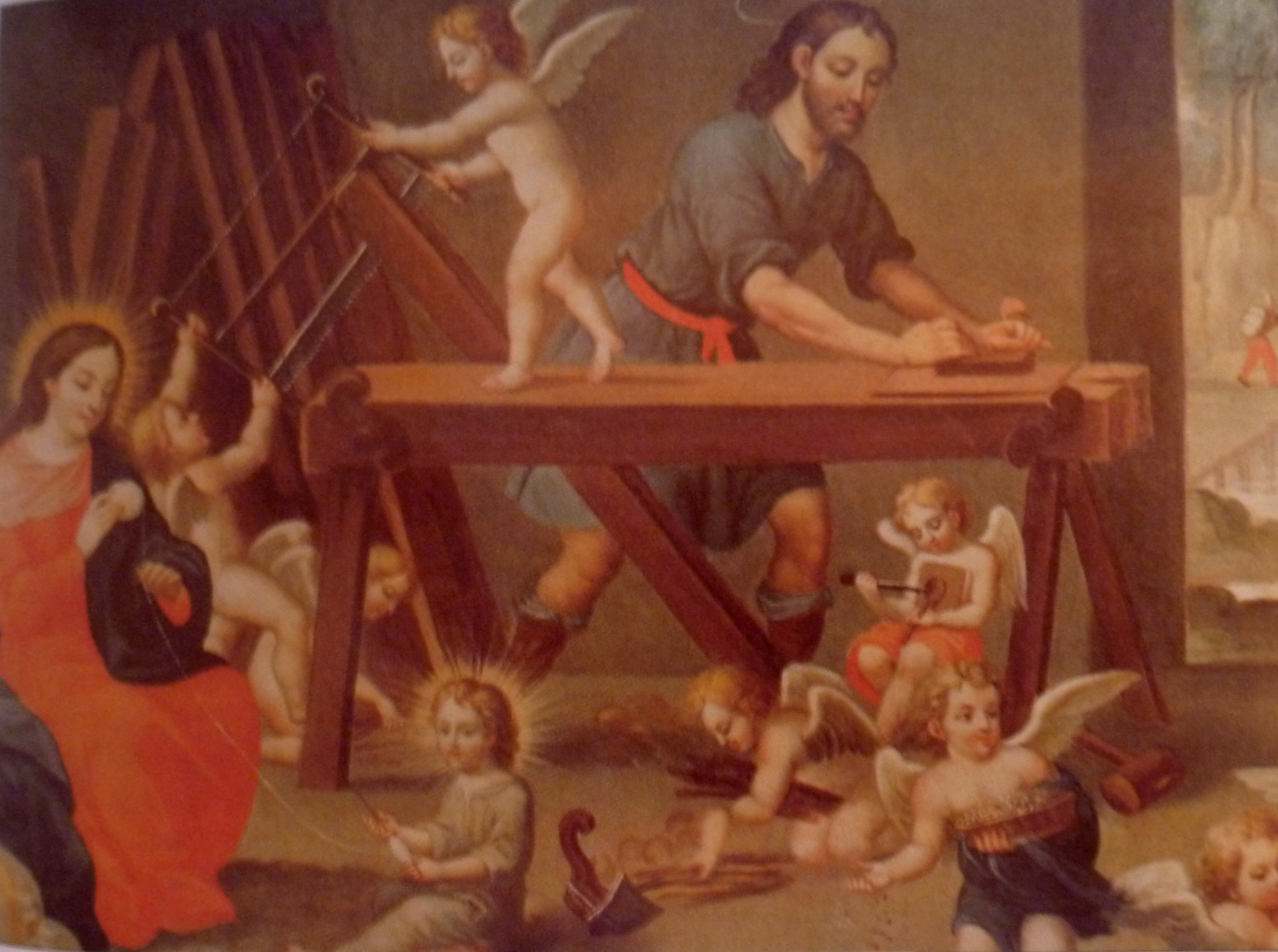
Taller de Sant Josep. Miguel de Samaniego,

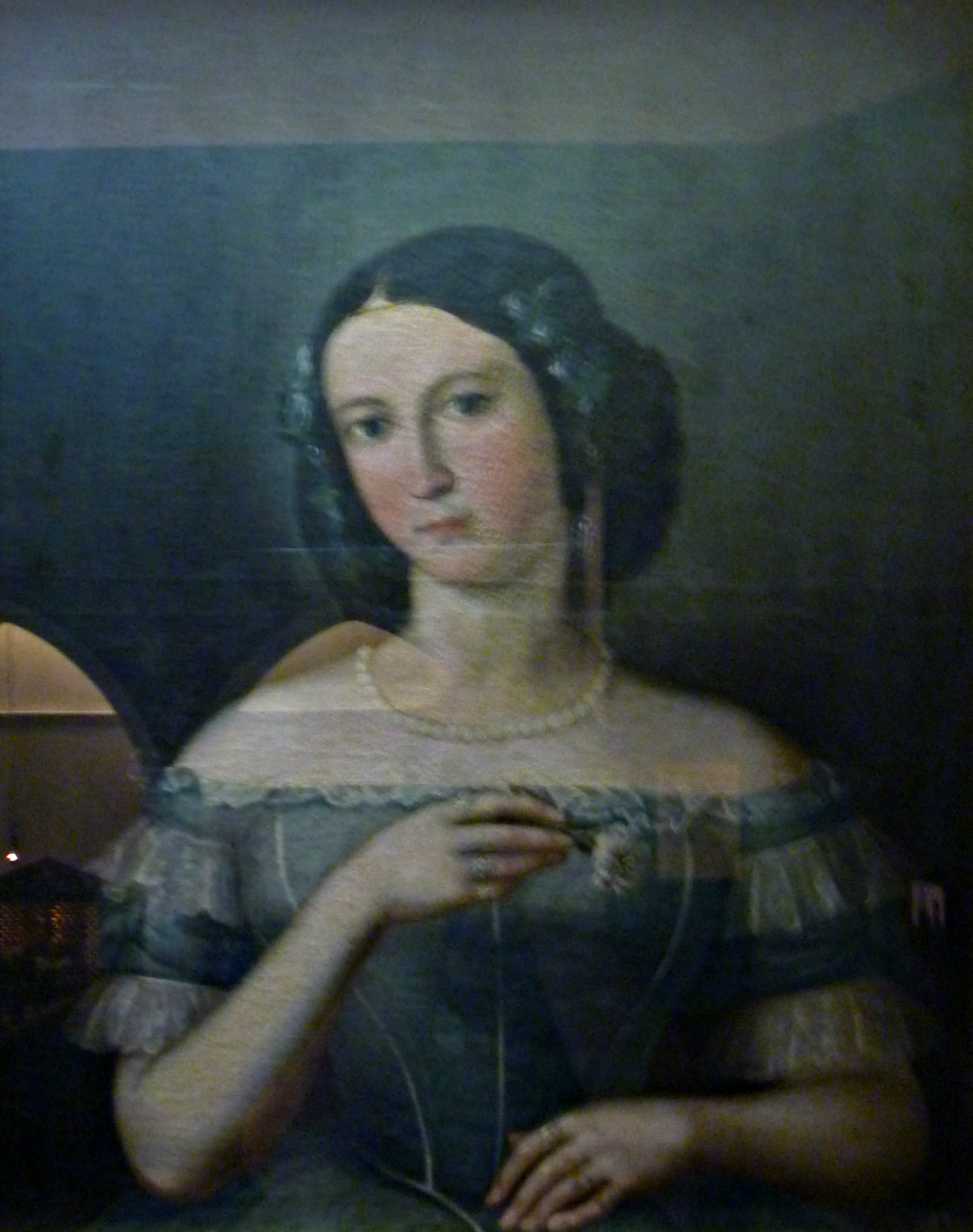
Dama quiteña. Autor desconegut,

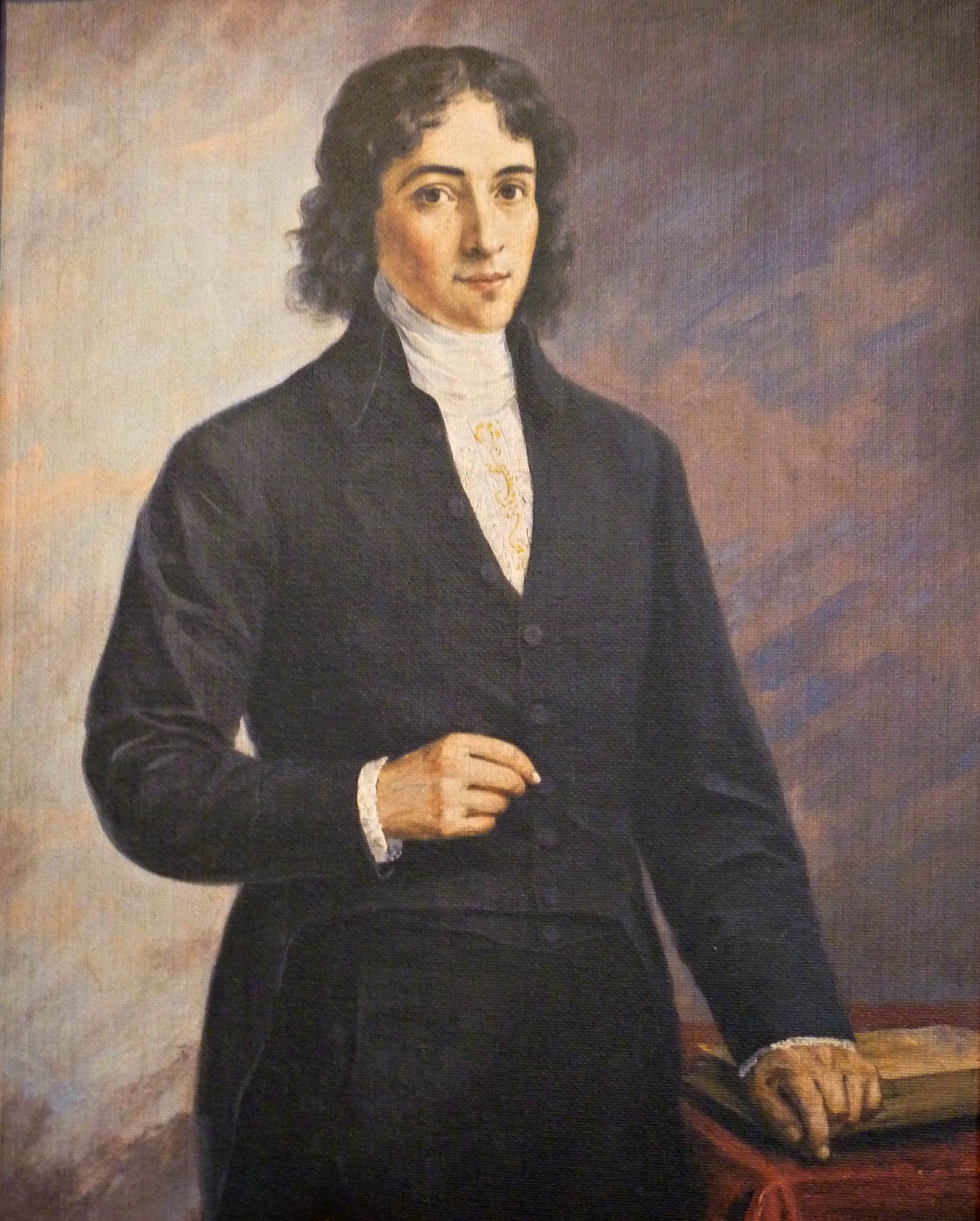
Retrat de José Mejía Lequerica. Autor desconegut,

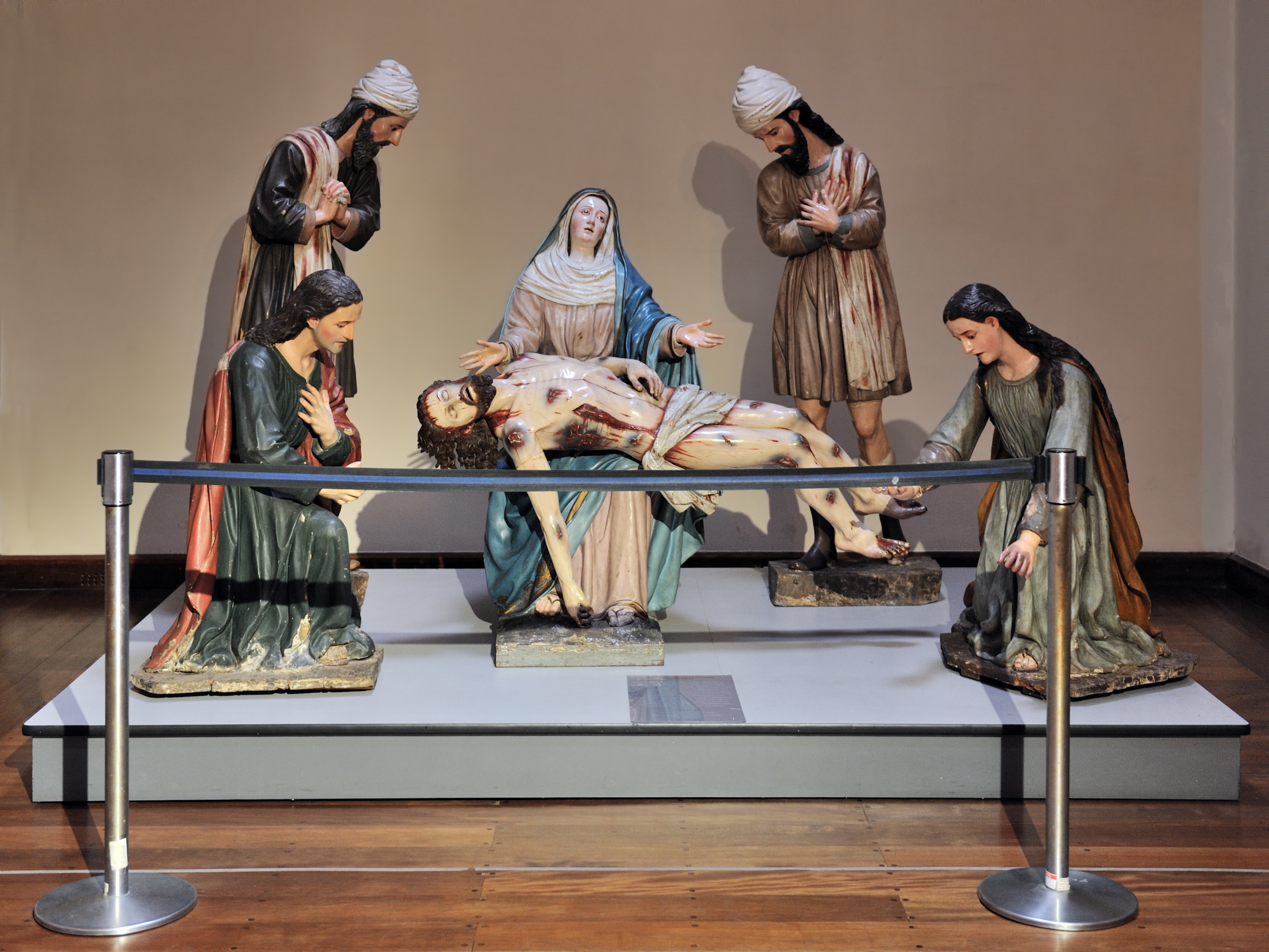
La Pietat. Gaspar Zangurima,

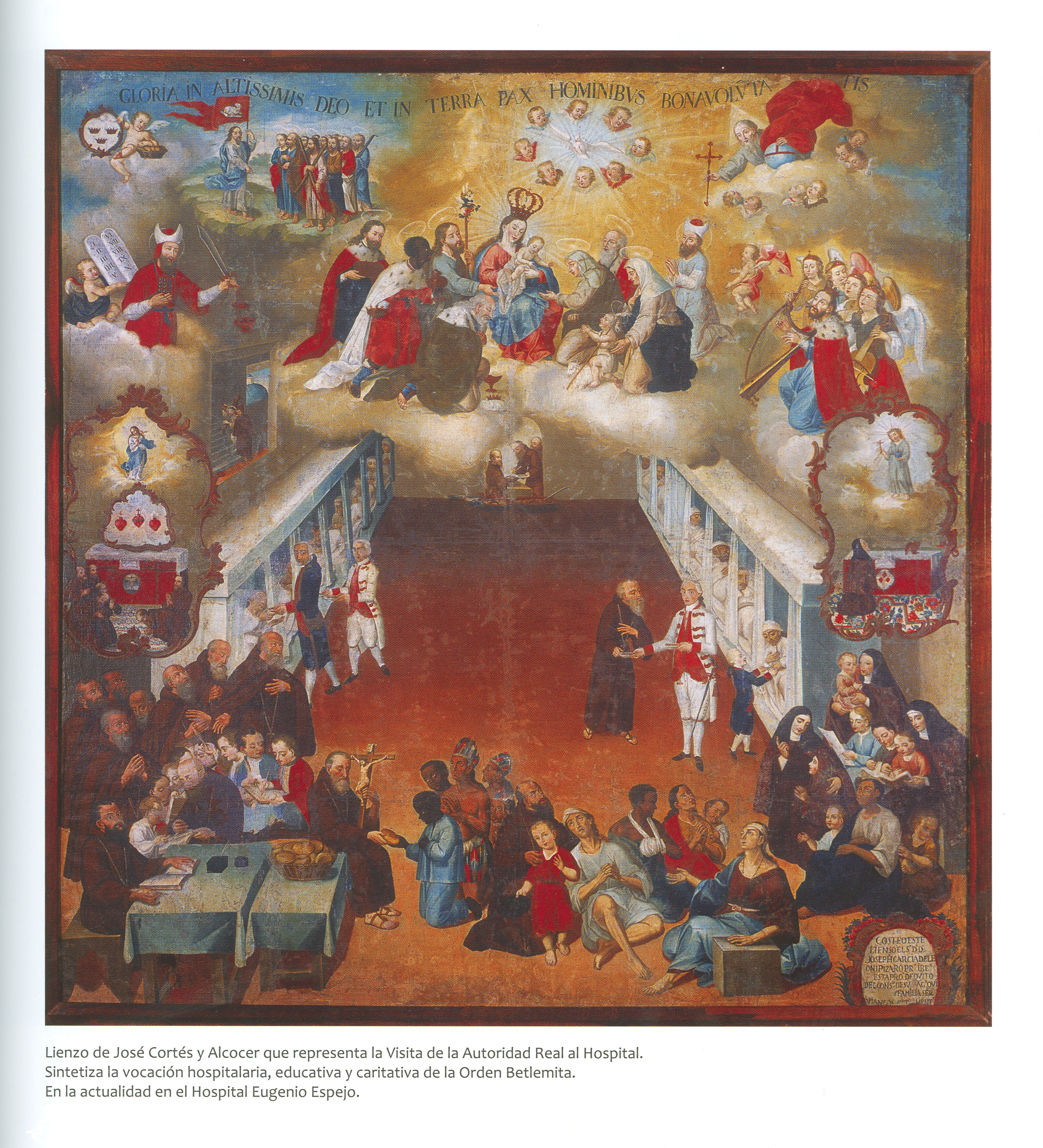
Betlemitas del Sant Joan de Déu. José Cortés Alcocer,

Escola de Quito és el nom d'un conjunt de manifestacions artístiques i d'artistes que es va desenvolupar al territori de la Reial Audiència de Quito, des de Pasto i Popayán pel nord fins a Piura i Cajamarca pel sud en la Intendència de Trujillo, durant el període colonial –segona meitat del segle xvi, segle xvii, segle xviii i primer quart del segle xix– és a dir durant la dominació espanyola (1542-1824).
L'escola de Quito va aconseguir la seva època de major esplendor entre els segles xvii i xviii, quan va reeixir a adquirir gran prestigi entre les altres colònies americanes i fins i tot en la cort espanyola de Madrid. També és considerada com una forma de producció i va ser una de les activitats més importants des del punt de vista econòmic en la Real Audiència de Quito.
La fama d'aquest moviment va aconseguir tant prestigi, fins i tot a Europa, que es diu que el rei Carlos III, referint-se a l'escola de Quito i a un dels seus escultors en concret, va expressar: «no em preocupa que Itàlia tingui a Miquel Àngel, en les meves colònies d'Amèrica jo tinc al mestre Caspicara»

## Història
Des dels seus orígens en la fundació del Col·legi de Sant Andrés per part dels franciscans, l'art a la ciutat de Quito es va multiplicar al llarg dels segles, aconseguint la seva major esplendor entre ell segles xvii i xviii.

### Origen
Després de la fundació de la ciutat el 1534 i el creixement de la primera generació de quitenys, es va veure la necessitat de crear una escola. És així que s'encomana aquesta labor al professor Juan Griego, qui s'encarrega d'ensenyar a llegir i escriure als habitants de la petita vila en una escola que funcionava a la catedral a causa de la falta d'un lloc apropiat. El 1552 aquesta labor va passar a les mans del bisbe de la comunitat franciscana, Francisco Morales, que va fundar el primer centre d'educació formal nomenat Sant Joan Evangelista.
Durant sis anys el Sant Joan Evangelista va ser un col·legi d'ensenyament pràctic, on a més de llegir i escriure s'aprenia altres labors com usar l'arada, sembrar llavors i fer maons. La institució estava destinada de preferència per als indis, mestissos i criolls orfe, els professors eren religiosos i l'ensenyament gratuït.
Al col·legi Sant Joan Evangelista li succeeix llavors el de Sant Andreu (1565), nom que se li va donar per interessar el virrei de Lima: Andrés Hurtado de Mendoza, que intercedeix davant el rei perquè l'anomeni «Col·legi de Patronatge Reial», és a dir un col·legi oficial de sa majestat. El monarca accedeix a la petició i emet el decret, amb el qual es forma oficialment el Col·legi i es detalla la seva forma de finançament:Cédula Real para la Audiencia de Quito (27 de Julio de 1562).
El col·legi d'arts i oficis Sant Andreu va començar amb el següent professorat:
| Nom                      | Posició                         | Càtedra                                             |
| ------------------------ | ------------------------------- | --------------------------------------------------- |
| Pare Juan Morales        | fundador                        | Custodi i guia                                      |
| Fra Jodoco Ricke         | fundador professor              | pintura escultura                                   |
| Fra Pedro Gosseal        | professor                       | pintura escriptura apuntador                        |
| Jorge de la Cruz Mitima  | arquitecte del temple professor | llaurat de pedra forneat de maó construcció general |
| Francisco Morocho        | arquitecte del temple professor | llaurat de pedra forneat de maó construcció general |
| Frare Francisco Morillo  | professor                       | gramàtica lectura escriptura                        |
| Frare José de Villalobos | professor                       | gramàtica lectura escriptura                        |

D'entre ells destaquen en el temps dos: Jodoco Ricke i Pedro Gosseal, els qui transformen profundament aquesta institució bàsica en el lloc on es començaven a formar els primers artistes indígenes i mestissos de l'Escola de Quito. Mateo Mejía, el 1618, va ser el primer alumne que va començar a destacar-se per la seva obra i signar-la, cosa que no era costum en l'època.
Com a expressió cultural, és el resultat d'un dilatat procés de transculturació entre l'aborigen i l'europeu i és una de les manifestacions més riques del mestissatge i del sincretisme, en el qual aparentment la participació de l'indígena vençut és de menor importància enfront de l'aportació europea dominant.

### Seglexvi
En aquest període apareixen els primers exponents de l'Escola Quitenya. S'aixequen les primeres edificacions de maó a la ciutat, destacant-se el conjunt de l'església de Sant Francesc, que per la seva mida no trobaria rival a Amèrica. La pintura encara no destacava del tot en aquesta època, i és difícil trobar un treball representatiu, encara que ja es donaven els primers passos a llibres musicals que es guarden als temples. Apareix la primera confraria de la ciutat, nomenada Cofradía del Precisos Rosario de la Purísima Virgen María, iniciada per fra Pedro Bedón.
L'escultura es presenta junt de la mà de l'arquitectura, amb representacions sacras per a les façanes i altars dels temples. Destaquen les figures de la Santíssima Trinitat, El Senyor de l'Arbre, La nostra Senyora de la Mercè i la Verge del Quinche.
Els exponents més importants d'aquesta època són:
- Jorge de la Cruz (arquitectura)
- Francisco Morocho (arquitectura)
- Fra Jodoco Ricke (pintura)
- Fra Pedro Gosseal (pintura)
- Fra Pedro Bedón (pintura)
- Andrés Sánchez Gallque (pintura)
- Juan José Vásquez (pintura)
- Luis de Ribera (pintura i escultura)
- Diego de Robles (escultura)
- Francisco Benítez (ebenisteria)

### Seglexvii
En aquesta època s'inicia la major producció de l'escola de Quito i es redueix el protagonisme que l'arquitectura havia tingut durant el segle anterio. S'enfoca principalment en la pintura. L'arquitectura de Quito del segle xvii destaca per la construcció de monestirs i recoletes, entre els primers es troben La Limpia Concepción, Santa Clara y Santa Catalina; mentre que entre els segons hi ha San Diego, De la Peña de Francia y El Tejar.
En el camp de la pintura apareixen els primers grans mestres, la fama dels quals transcendeix les fronteres de l'Audiència, amb treballs que seguien la tècnica del clarobscur europeu de l'època. Obres pictòriques representatives d'aquesta època són L'Infern i El Purgatori, d'Hernando de la Cruz; La Immaculada Concepció, de Miguel de Santiago; Els Profetes, Els Reis de Judá i La Verge del Pilar, de Goríbar.
L'escultura d'aquest període destaca per l'elaboració de retaules per a les esglésies de la ciutat. Les decoracions d'aquests són una sèrie de figures sortides de la imaginació de l'artista on s'acoblen les representacions de fulles, fruites com a raïms, pinyes, alvocats, xirimoies, flors, amb aquelles clàssiques columnes salomòniques de diverses voltes en espiral com les existents a l'església de La Companyia i les columnes anellades amb corones i complement de petits nínxols com els de l'església de Sant Francesc. Els retaules, igual que les obres escultòriques, van ser construïts amb fusta de cedre portada dels boscos propers a la ciutat. L'acabat final era l'aplicació d'or usant el daurat a l'oli, tècnica consistent en cobrir els objectes amb oli, estendre color sobre el fons i finalment aplicar les làmines d'or; a aquest estil corresponen les imatges i relleus dels antics cors de Santo Domingo i Sant Francesc.
Els artistes més destacats d'aquesta etapa són:
- Fra Antonio Rodríguez (arquitectura)
- Hmno. Marcos Guerra (arquitectura i escultura)
- Pare Carlos (escultura)
- José Olmos -Pampite- (escultura)
- Hernando de la Cruz (pintura)
- Miguel de Santiago (pintura)
- Isabel de Santiago (pintura)
- Nicolás Javier Goribar (pintura)

### Seglexviii
Durant els anys 1700 la producció de l'escola de Quito havia aconseguit ja gran prestigi, no només a les colònies americanes i Espanya, sinó a tot Europa. Durant aquest període es desenvolupa amb major importància l'escultura. Destaquen les figures de les nomenades Verges de Quito i Jesús crucificat.
Importants artistes representants d'aquest segle són:
- Bernardo de Legarda (escultura)
- Manuel Chili conegut com a Caspicara (escultura)
- Manuel de Samaniego (pintura)
- Vicente Albán (pintura)
- Francisco Albán (pintura)
- Sor María Estefanía Dávalos y Maldonado (pintura)
- Magdalena Dávalos y Maldonado (pintura)
- Bernardo Rodríguez (pintura)
- Laureano Dávila (pintura)
- Fra Juan Albán (dibuix)
- Juan de Minuesca (argenteria)

### Seglexix
Va ser l'última etapa de l'escola de Quito, i va durar fins al voltant de 1830 quan neix la República de l'Equador. Molts dels artistes van reeixir sobreviure algun temps després gràcies a la fama de l'escola i els baixos costos de producció, però no per molt temps. Van traslladar-se a diverses de les noves nacions que havien sorgit al continent: Colòmbia, Veneçuela i Xile n'eren les més recurrents. Allí es van desenvolupar com a mestres d'art i van fundar liceus i acadèmies.
Artistes importants d'aquest últim període són:
- Manuel de Samaniego (pintura)
- José Cortés de Alcocer (pintura)
- José Miguel Vélez (escultura)
- Gaspar de Zangurima (escultura)

## Característiques
Com a fruit del sincretisme cultural i del mestissatge les obres de l'escola de Quito es caracteritzen per la combinació i adaptació de trets europeus i indigenistes i en les seves etapes reflecteix tots els estils imperants en cada època a Espanya i així té elements renaixentistes i manieristes; durant el seu apogeu és eminentment barroca concloent amb una curta etapa rococó que desemboca en un incipient neoclassicisme cap a la fase de transició a l'etapa republicana.
A més de les aportacions espanyoles, rep múltiples influències flamenques, italianes i morisques, que íntimament arrelades en la tradició indo-americana, li donen una particularitat especial, diversa de les seves fonts, doncs el seu resultat és mestís.
Una de les característiques comunes de l'escola és la «tècnica d'encarnat» –com es diu en pintura i escultura a la simulació del color de la carn del cos humà– que dona una aparença més natural a la pell del rostre de les escultures, una vegada que la peça estava tallada i perfectament escatada, l'oficial del taller procedia a recobrir la fusta amb diverses capes de guix amb cola; després de cada capa, es polia perfectament fins a aconseguir un acabat perfectament llis; després de la qual cosa es donava el color en diverses capes summament fluides que es transparentaven permetent la mescla òptica dels colors superposats; s'iniciava amb els colors d'ombres –blaus, verds, ocres–; després es donaven els colors clars –blanc, rosa, groc–; per acabar amb els colors de ressalt –taronja i vermell– per a les galtes sonrosadas, els genolls i colzes dels nens; blau fosc, verd, violeta, per a les ferides i moretons dels cristos o per a les ombres de la barba incipient de personatges imberbes. Finalment es copejava l'escultura amb la bufeta d'un be i saliva, per donar-li una lluentor desconeguda a Europa.
A més d'obres de perfecta proporció anatòmica, un altre mèrit de l'escola de Quito va ser el descobriment de nous pigments, els ocres foscos s'aconseguien a partir d'ossos d'animals, els ocres vermellons d'una planta de la familia de les marantàcies i de la bixa i colors més forts eren obtinguts d'insectes com la cotxinilla del nopal. Una altra característica és la representació serpenteant del moviment dels cossos, en les escultures principalment; igual que l'aplicació primer de pa d'or o de plata i després a una pintura aguada que permet que la lluentor metàl·lica doni una aparença especial.
Les característiques que denoten els trets indígenes són: 
- Els personatges tenen trets mestissos i abillaments locals;
- Apareixen amb freqüència costums ancestrals aborígens;
- Les escenes se situen en un ambient propi del paisatge andí, de les seves ciutats i de la seva arquitectura;
- S'hi veu la fauna local –llames en lloc de camells i cavalls; conill porquí en substitució del Anyell Pascual; micos, sarigues, tapirs, fèlids-, i la flora nativa es descobreix en garlandes, brodats, incrustacions, argenteria, talles. Igual que l'adopció de plantes vernacles que substitueixen les de la iconografia tradicional europea; en escultura i pintura hi ha personatges i costums propis de l'indret; l'executor de l'obra d'art és l'artesà local, de mil·lenària tradició artística pròpia; es dona una adopció per «naturalització» dels sants europeus, per exemple, sant Jacint de Polònia es coneix com a sant Jacint de Yaguachi.[4]